# Steinway Musical Instruments
Steinway Musical Instruments, Inc. - це глобальний конгломерат, що спеціалізується на виробництві та просуванні музичних інструментів і базується в Асторії, Нью-Йорк, США. Компанія була заснована в 1995 році в результаті злиття Selmer Industries і Steinway Musical Properties, материнської компанії виробника фортепіано Steinway & Sons. З 1996 по 2013 рік музичні інструменти Steinway торгувалися на Нью-Йоркській фондовій біржі (NYSE) під абревіатурою LVB, що відображала ім'я Людвіга ван Бетховена. Пізніше компанію придбала фірма приватного капіталу Paulson & Co. у 2013 році.
Внаслідок поглиблення та злиття компанія придбала численні торгові марки музичних інструментів і виробничі потужності. Steinway Musical Instruments придбала виробника флейт Emerson у 1997 році, виробника клавіатур для фортепіано Kluge у 1998 році, а також Steinway Hall на Манхеттені у 1999 році. У 2000 році вона придбала виробника духових інструментів United Musical Instruments і об'єднала його зі своєю дочірньою компанією The Selmer Company, створивши дочірню компанію Conn-Selmer. У 2004 році вона придбала виробника духових інструментів Leblanc і передала його Conn-Selmer. Наразі компанія володіє виробниками піаніно, мідних духових інструментів, дерев'яних духових інструментів, струнних і ударних інструментів. Бренди, які випускаються під її егідою, включають піаніно Steinway & Sons, труби Bach Stradivarius, валторни C.G. Conn, кларнети Leblanc, тромбони King, барабани Ludwig, саксофони та дерев'яні духові інструменти Selmer.
Компанія реалізує свою продукцію через глобальну мережу дилерів для професійних музикантів, аматорів, студентів, оркестрів і навчальних закладів під десятками різних торгових марок. Вона має ексклюзивні права на розповсюдження духових інструментів Selmer (Париж) і саксофонів Yanagisawa в Сполучених Штатах.
У компанії працює близько 1700 співробітників, і вона має 11 виробничих потужностей в Сполучених Штатах і Європі, а також укладає контракти з виробниками в Азії.

## Історія
- Травень 1995 року: Selmer Industries придбала Steinway Musical Properties, материнську компанію фірми Steinway & Sons.
- Липень 1996 року: Selmer Industries змінила назву на "Steinway Musical Instruments".[4]
- Серпень 1996 року: створення ініціальної публічної пропозиції акцій компанії Steinway Musical Instruments.
- Січень 1997 року: придбання компанії Emerson, виробника флейт.
- Грудень 1998 року: придбання Kluge Klaviaturen, виробника клавіш для фортепіано.
- Березень 1999 року: придбання Steinway Hall[en] у Нью-Йорку, видатного показового залу з фортепіано та концертного залу.
- Листопад 1999 року: придбання компанії O.S. Kelly, виробника фортепіанних рам.
- Січень 2000 року: придбання Pianohaus Karl Lang[5], показового залу фортепіано та офіційного дилера Steinway.
- Вересень 2000 року: придбання United Musical Instruments, виробника духових інструментів. Січень 2003 року: об'єднання компаній Selmer і United Musical Instruments в одну структуру під назвою Conn-Selmer.
- Серпень 2004 року: придбання G. Leblanc[en], виробника і дистриб'ютора духових інструментів. Травень 2008 року: придбання ArkivMusic, онлайн-роздрібного продавця класичної музики. Вересень 2013 року: придбання компанією Paulson & Co.[6]

## Поточна продукція
Компанія та її підприємства виробляють інструменти під наступними торговими марками:
Фортепіано:
- Steinway & Sons – фортепіано для ринку преміум-класу

- Boston – фортепіано для середнього ринку

- Essex – фортепіано початкового рівня

Духові мідні інструменти:
- Bach – труби, кларнети, флюгельгорни, тромбони

- Conn – одинарні і подвійні великі труби, флюгельгорни, кларнети, тромбони, труби, туби, сузафони, саксофони

- Holton – кларнети, валторни, тромбони, труби

- King – валторни для маршу, тромбони, баритони, кларнети, флюгельгорни, валторни, меллофони, труби, туби, сузафони

- Prelude – труби, валторни для маршу, пікколо, флейти, кларнети, саксофони (інструменти вступного рівня) (китайські)

Дерев'яні духові інструменти:
- Armstrong – флейти, пікколо

- Leblanc – кларнети

- Selmer – саксофони, кларнети, флейти, гобої, фаготи

- Vito – кларнети вступного рівня

- Струнні інструменти:

- Glaesel – скрипки, віоли, віолончелі, контрабаси (китайські)

- Scherl & Roth – скрипки, віоли, віолончелі, контрабаси (китайські)

- Wm. Lewis & Son[en] – скрипки, віоли, віолончелі, контрабаси (китайські)

Ударні інструменти:
- Ludwig

- Musser

- Інше:

- Listen: Життя з музикою та культурою – журнали

- Rousseau – духові мундштуки
- Steinway & Sons Label – музичний лейбл[7]

Скасовані продукти :
Духові мідні інструменти: 
- Benge – труби, пікколо-труби, тромбони
- Cleveland Martin – труби, тромбони

Дерев'яні духові інструменти:
- Artley Avanti – флейти
- Emerson – флейти, пікколо
- Galway Spirit Flutes – флейти
- Noblet
- Normandy